# Besleria placita
Besleria placita är en tvåhjärtbladig växtart som beskrevs av Conrad Vernon Morton. Besleria placita ingår i släktet Besleria och familjen Gesneriaceae. Inga underarter finns listade i Catalogue of Life.